# Grzegorz Branicki
Grzegorz Branicki de Branice (pl) et Ruszcza (pl), né vers 1534 et mort en 1595, est un comte polonais, maître de chasse (pl) de Cracovie à partir de 1563, burgrave de Cracovie (pl) à partir de 1590 et staroste de Niepołomice.
En 1596, son fils Jan Branicki (vers 1568-1612) - castellan de Byteland, Żarnowski et staroste de Niepołomice et Krzeczów - fonde la chapelle sud de l'église paroissiale des Dix Mille Martyrs (pl) à Niepołomice, dans laquelle il place le tombeau (pl) Renaissance de ses parents Gzegorz Branicki et de son épouse Katarzyna Branicka (née vers 1550, décédée en 1588).  
Son second fils Stanisław Branicki (pl) est rotmistrz royal en 1596, épéiste de la couronne en 1605, bailleur des coutumes de la couronne en 1605, staroste de Chęcin et Leląg (né vers 1574, mort en 1620) ; époux à partir de 1595 d'Helena Tarłówna. 
Son fils Kasper Branicki est curé et fonctionnaire de Tarnów, chanoine de Cracovie (né vers 1575, mort en 1602).